# 王正平
王正平（1948年—2013年），臺灣琵琶演奏家、指揮家、作曲家，曾任中廣國樂團指揮、臺北市立國樂團指揮及團長。

## 生平
王正平籍貫浙江杭州，高中以前居住於英屬香港，從呂培原上琵琶個別課五年。1967年移居臺灣。1968年獲首位臺灣省音樂比賽琵琶冠軍，同年考取國立臺灣大學外國語文學系，當時陳裕剛、為國立臺灣大學薰風國樂社學長，及學弟林谷芳、1968年同年入臺大。 1970年12月，大學三年級，與學長陳裕剛集合國立臺灣大學薰風國樂團（原名薰風國樂社）及臺大校友一起籌辦《中國樂刊》；1971年三月《中國樂刊》出刊，共發行十一期。 1971-1972年，大學四年級，任薰風國樂團指揮。1972年3月31日指揮薰風國樂團，首次獲得台灣區音樂比賽大學組團體冠軍。
1971年王正平與一群臺大薰風同學在校外另組「大學樂團」團練，在李鎮東老師鼓勵下自己創作新曲, 並在他指導下(於1972年)舉辦數場大學樂團演奏會。1971至1972年，王正平任大學樂團團長。  王正平並於大學樂團1972年2月22日臺北市實踐堂的演奏會中首演琵琶獨奏曲《蠶》(羅永暉作曲)，1974年11月由四海唱片出版發行琵琶曲集《蠶》。
1972年王正平畢業於臺大，1973年受中廣國樂團指揮顧豐毓之邀來到中廣國樂團示範演奏琵琶技術，後任職中廣國樂團琵琶手。1974年中廣國樂團指揮孫培章退休，王正平接任指揮。
1979年王正平接任台北市立國樂團創團指揮。1985年赴英國直攻博士學位。1989年獲得英國哲學博士學位（音樂美學），任國立藝術學院（今國立台北藝術大學）副教授，學生有紀永濱、沈冬、鍾佩玲、顧寶文等。
1991年臺北市立國樂團團長陳澄雄受命接任臺灣省立交響樂團團長，王正平接任臺北市立國樂團團長。1992年陳中申於王正平團長任內接任臺北市立國樂團副指揮、正指揮，在臺北市立國樂團與王正平共事至2004年。
1996年王正平獲國家文藝獎，2000年獲亞洲最傑出藝人獎。2004年完成推動樂團轉型成音樂總監制，由台北市立國樂團團長轉任首任音樂總監。
2005年王正平從臺北市立國樂團退休後，轉任中國文化大學中國音樂學系專任教授。2009年於國家音樂廳舉行王正平琵琶獨奏音樂會，演出《彝族舞曲》、《琵琶行》、《長門怨》、《琵琶隨筆》等經典曲目，並改編童謠《只要我長大》、《搖籃曲》與《兩隻老虎》，於音樂會首演《童謠三章》。
2013年2月21日，王正平中風病逝於臺北市，享年65歲。

## 推廣國樂
推展臺灣國樂國際外交國家舉例：日本、韓國、美國、新加坡、葡屬澳門、英屬香港、捷克、加拿大、巴西、北愛爾蘭、英國等國家舉行音樂會，擔任指揮或琵琶獨奏家。

## 得獎
- 1996年獲國家文藝獎。
- 2000年獲亞洲最傑出藝人獎。